# Lucjan Łągiewka
Lucjan Kazimierz Łągiewka (ur. 29 lipca 1949 w Kowarach, zm. 19 marca 2017 w Lublinie) – polski wynalazca i konstruktor.
Wynalazca m.in. tzw. „zderzaka Łągiewki”. Jest to urządzenie, rodzaj amortyzatora zderzeń, które zamienia część energii kinetycznej ruchomego obiektu na energię kinetyczną ruchu obrotowego wirników urządzenia EPAR (Energetyczny Przetwornik Akumulacyjno-Rozpraszający), co (zdaniem autora) ma w istotny sposób zmniejszać siły działające na obiekt podczas zderzenia i być rozwiązaniem konkurencyjnym do stosowanych obecnie. Hipotezy wynalazców dotyczące działania zderzaka Łągiewki nie zostały opublikowane w czasopismach naukowych uwzględnionych przez tzw. listę filadelfijską. W chwili obecnej nie istnieje żadne seryjnie produkowane urządzenie wykorzystujące EPAR.
Powiązany z projektem Stanisław Gumuła postuluje, że działanie zderzaka Łągiewki jest niezgodne z zasadą d’Alemberta, zatem podważa fundamenty współczesnej fizyki, oraz że działania urządzenia nie można wyjaśnić za pomocą znanych praw fizyki. Wynalazek jest przedmiotem krytyki ze względu na przeczące zasadom fizyki hipotezy jego twórców odnośnie do jego działania oraz niedowiedzioną i wątpliwą skuteczność praktyczną, w szczególności postulowaną wyższość nad obecnymi rozwiązaniami.
Wynalazek Łągiewki zainicjował powstanie Projektu EPAR, który rozwija koncepcję Energetycznego Przetwornika Akumulacyjno-Rozproszeniowego i planuje wprowadzić go do powszechnego użytku. Współtwórcą EPAR jest Stanisław Gumuła. Lucjan Łągiewka i Projekt EPAR za swój wynalazek zostali uhonorowani m.in. nagrodą ufundowaną przez firmę “Gorodissky & Partners” z Rosji i Nagrodą Targów Innowacji Gospodarczych i Naukowych INTARG – Katowice 2003.